# Lenguas de las Islas Malvinas

El único idioma oficial de las Islas Malvinas según la normativa británica es el inglés, y este es hablado por casi todos los habitantes de forma cotidiana. El español es hablado por una minoría de alrededor de un 10% de la población, fundamentalmente por personas nacidas en Chile y en la Argentina continental. De acuerdo con el reclamo argentino, las islas forman parte de la provincia de Tierra del Fuego, Antártida e Islas del Atlántico Sur, por lo que el idioma reconocido de hecho según la normativa argentina es el español.

## Inglés malvinense
El inglés malvinense es en general similar al inglés británico. Sin embargo, debido al aislamiento en que viven, la pequeña población ha desarrollado su propio acento y dialecto, el cual tiene características en común con el australiano, el neozelandés, el escocés y con el habla de algunas áreas rurales de Inglaterra; estas dos últimas, debido a los orígenes de los primeros habitantes británicos instalados en las islas tras la invasión británica de 1833. En las áreas rurales (camp en el inglés malvinense, del español campo) el acento malvinense tiende a ser más fuerte que en la capital, que tiene cierta influencia del inglés británico por los medios de comunicación.
Por otra parte, el inglés malvinense tuvo influencia del español argentino, por lo que hay préstamos que aún hoy en día siguen en uso, siendo fundamentalmente palabras asociadas a la toponimia o a la actividad rural.

## Otras lenguas
Aparte del inglés, históricamente se han utilizado unas pocas lenguas en las islas. Aunque en el pasado posiblemente hayan visitado la isla fueguinos de la Patagonia en épocas de la prehistoria, para cuando llegaron los primeros europeos las islas estaban deshabitadas, por lo que es incierto si se llegó a utilizar allí lenguas indígenas. Existe una hipótesis relacionada con el guará. El francés se utilizó en Port Louis en la época en la que los franceses colonizaron la isla, a mediados del siglo XVIII.
El español se utilizó en el período en el que España colonizó las islas y tomó posesión de Port Louis (cambiando su nombre a Puerto Soledad), período que va desde fines del siglo XVIII a principios del siglo XIX, cuando comienza la emancipación de los pueblos de la América hispana. Además, también se utilizó durante los períodos en los que Argentina gobernaba las islas. A pesar de los cambios de soberanía, en las islas había población hispanohablante. Actualmente, la población que habla español proviene principalmente de personas nacidas en la Argentina continental y migrantes de Chile, y en algunos casos de argentinos, por haberse quedado luego de finalizada la guerra de las Malvinas.
La diputada argentina Esther Fadul presentó en la década de 1950 un proyecto de ley para crear una escuela bilingüe en las islas. A partir de 2012, en las islas es obligatoria la enseñanza del idioma español a partir de los tres años de edad, en la escuela primaria. Los niños reciben clases «obligatorias y sistemáticas», incluso en el secundario. La elección del idioma fue por el turismo y los países vecinos. Los docentes son residentes de las islas.